# Multiprotocol Label Switching
Multiprotocol Label Switching (MPLS) egy internetes hálózati protokoll, amelyet főleg nagy teljesítményű gerinchálózatokban alkalmaznak.

## Az MPLS-ről általában
Az MPLS egy protokollfüggetlen adatátviteli technológia, amennyiben tetszőleges adatkapcsolati réteg (úgy mint ATM, frame relay, Ethernet, SONET) fölött üzemelhet. Működésének lényege, hogy a hálózaton címkeutakat (label path) alakítanak ki, ahol az egyes MPLS útvonalválasztók csupán a csomagokra rakott címke alapján döntik el, hogy merre továbbítsák azt. Az útvonalválasztók különböző műveleteket is végezhetnek a címkéken, így újabb címkét tehetnek a csomagra, kicserélhetik a meglévő címkét, vagy el is távolíthatják azt. Az útvonalválasztók egymás között a Label Distribution Protocol (LDP) segítségével alakítják ki az utakat. 

## Az MPLS címke felépítése
Az egyes címkék 32 bitesek, ebből
- 20-bit címke azonosító
- 3-bit  forgalmi osztály, a csomag prioritását adják meg (EXP bitek)
- 1-bit  amely azt jelenti, hogy ez-e az utolsó címke
- 8-bit  élettartam (TTL)

## Külső hivatkozások
- RFC3031 az IETF oldalán (angol)